# Богданиха (Московская область)
Богданиха — деревня в Ленинском городском округе Московской области России. 

## Расположение
Деревня Богданиха находится примерно в 12 км к востоку от центра города Видное. Ближайшие населённые пункты — деревни Орлово и Дальние Прудищи.

## История
Упоминается в материалах Генерального межевания конца XVIII века как деревня Богдановская. Предположительно, название деревня получила в XIV—XV веках, оно произошло от личного имени Богдан. Со второй половины XIX века значится в документах как деревня Богданово. В XX веке деревня получила современное название.
В XIX веке деревня Богданово входила в состав Островской волости Подольского уезда. В 1899 году в деревне проживало 294 человека.
До 2006 года деревня входила в Молоковский сельский округ Ленинского района, а с 2006 до 2019 года в рамках организации местного самоуправления включалась в Молоковское сельское поселение Ленинского муниципального района.
С 2019 года входит в Ленинский городской округ.

## Население
| 2002 | 2006 | 2010 |
| ---- | ---- | ---- |
| 92   | ↘89  | ↗104 |

Согласно Всероссийской переписи, в 2002 году в деревне проживало 92 человека (33 мужчины и 59 женщин). По данным на 2005 год в деревне проживало 89 человек.